# Gabino Bueno
Gabino Bueno fue un político peruano. Fue miembro del Congreso Constituyente de 1931. Fue director del Diario La Tribuna en los años 1920.
Participó en las elecciones generales de 1931 como candidato del Partido Aprista Peruano y fue elegido como el único diputado constituyente por el departamento del Cusco aprista.